# Duel (concurso estadounidense)
Duel fue un concurso de televisión estadounidense que fue transmitido por ABC del 17 de diciembre de 2007 al 25 de julio de 2008. Este concurso fue presentado por Mike Greenberg (un reportaje de ESPN que presentó el programa Mike & Mike desde 1998 hasta 2017). 

## Reglas de concurso
Dos concursantes compitieron en una batalla con preguntas del sabio general, que tuvo lugar en un podio en el centro del escenario. El podio tuvo dos posiciones: una posición con luces azules (en la izquierda) y una posición con luces amarillas (en la derecha). Ambas posiciones enfrentaban el centro del podio, que contenía una barrera que se movía hacia arriba y hacia abajo a lo largo del juego.

### Formato del torneo (Temporada 1)
Un concursante inicial fue seleccionado al azar para participar en el primer duelo y fue elegible para elegir su primer oponente de los miembros restantes del grupo de concursantes.
Los concursantes se les dieron diez fichas de casino para comenzar el duelo, cuyos colores coincidían con la posición en la que cada concursante estaba ubicado. Antes de una pregunta (y después de que los concursantes fueron presentados), la barrera se movía hacia arriba para proteger los jugadores de ver sus fichas. El valor de una de las fichas fue $5.000, que fue añadido al premio mayor para cada respuesta incorrecta. El presentador leyó la pregunta y las cuatro respuestas posibles, de los cuales solo una respuesta fue correcta. Las concursantes tuvieron tiempo sin limitada para responder a la pregunta; colocaron tantas fichas como les fue posible dependiendo de la cantidad de fichas que les quedaban, desde una ficha hasta un máximo de cuatro. Una vez que el concursante estaba satisfecho, se presionó el botón verde en su posición para fijar sus respuestas. Cuando ambas concursantes fijaron sus respuestas, la barrera se movía hacia abajo para que los concursantes puedan ver sus respuestas. La respuesta correcta fue revelado después de algunos segundos. Si ambos concursantes tuvieron la respuesta correcta, ellos retuvieron la ficha que tuvo la respuesta correcta; las fijas que tuvieron las respuestas incorrectas fueron removidos del podio y agregados al premio mayor. 
Una vez que un concursante fijó sus respuestas en una pregunta, se le permitió usar un acelerador (un press), que se activó cuando se presionó un botón rojo. Cuando un acelerador fue en juego, el otro concursante tuvo siete segundos para responder a la pregunta; una vez que el tiempo expiró, sus respuestas se fijaron automáticamente. Un concursante fue permitido para usar dos aceleradores por duelo, pero no fue permitido para usar sus aceleradores en la pregunta de la muerte súbita.
El duelo continuó con tantas preguntas como sea posible hasta al menos un concursante no tuvo la respuesta correcta en una pregunta. 
Si sólo un concursante que no tuvo la respuesta correcta, el otro concursante ganó el duelo y colectar toda el dinero de sus fichas restantes, que tuvieron un valor máximo de $50.000. El concursante que perdió la batalla no tomó parte más en el torneo.
Si ambos concursantes no tuvieron la respuesta correcta en una pregunta, el duelo entró una situación de muerte súbita (un shootout). Los concursantes se les dieron cuatro fichas que no tuvieron un valor de dinero, y todas las fichas existentes y aceleradores fueron descartados. La pregunta sobre la muerte súbita se jugó como preguntas regulares con una excepción: que si ambos concursantes tenían la respuesta correcta, el que usaba menos fichas ganaba el duelo. Si los concursantes usaron la misma cantidad de fichas, el procedimiento fue repetido con una pregunta diferente; solo la pregunta que rompió el empate fue transmitida. Sin embargo, si nunca de los concursantes tuvieron la respuesta correcta en la pregunta muerte súbita, el juego terminó sin ganador y ambos concursantes fueron eliminados; esta situación nunca sucedió.
El ganador del duelo se clasificó en la clasificación según la cantidad de victorias y la cantidad de dinero recibida en ese orden; él/la tenía el derecho de elegir a su próximo oponente de una selección de tres personas al azar del grupo de concursantes. Este procedimiento fue repetido para un período de 5 episodios; los cuatro concursantes que tuvieron la mayor cantidad de victorias y la mayor cantidad de dinero avanzaron a la fase final, que fue conducido en el sexto episodio del torneo. 
En la fase final, los cuatro concursantes jugaron para el premio mayor; el concursante que tuvieron la mayor cantidad de victorias tenía el derecho de elegir a su oponente de su elección para el primer duelo semifinal, y los otros dos concursantes fueron emparejados en el otro duelo semifinal. Los ganadores de los duelos semifinales avanzaron al duelo final; el ganador de ese duelo reclamó todo el dinero en el premio mayor junto con sus ganancias totales de los duelos anteriores.

### Serie regular (Temporada 2)
La serie regular del programa tuvieron reglas diferentes del formato del torneo. Dos concursantes fuera seleccionados para participar en un duelo, que fue jugado por un valor máximo de $100.000.
Los concursantes recibieron diez fichas de casino para comenzar el duelo, pero las fichas no tuvieron un valor de dinero. En adición, un concursante fue permitido para usar sólo un acelerador por duelo, pero no fue permitido para usarlo en la pregunta de la muerte súbita. El valor máximo del duelo se aumentó para cada pregunta:
| Pregunta | 1      | 2      | 3      | 4       | 5       | 6       | 7       | 8       | 9       | 10–11   |
| Valor    | $1.000 | $2.500 | $5.000 | $10.000 | $15.000 | $20.000 | $25.000 | $30.000 | $40.000 | $50.000 |

Si ambos concursantes no tuvieron la respuesta correcta en una pregunta, el duelo entró una situación de muerte súbita; ese situación ocurría también si no hubo un ganador después de 10 preguntas. La próxima pregunta fue jugando por la misma cantidad como la pregunta anterior.
El ganador del duelo luego jugó una ronda de bonificación con una pregunta; él/la tuvieron siete segundos para responder a la pregunta, pero solo pudo fijar una de las cuatro respuestas posibles. Si el concursante tuvo la respuesta correcta, sus ganancias fueron doblados. No hubo una penalización para una respuesta incorrecta.
El concursante luego se le dio la opción de tomar el dinero que tenía y retirar del programa o arriesgarse el dinero para jugar un nuevo duelo contra uno de los tres nuevos jugadores. Si el concursante perdió su segundo o tercer duelo consecutivo, él/la perdió todas sus ganancias; un concursante que perdió en su cuarto o quinto duelo consecutivo sale con la mitad de sus ganancias. 
Un concursante que ganó cinco duelos consecutivos tenía sus ganancias aumentadas a $500.000 y fue retirado del programa. Esto se logró una vez en este formato.

## Historia de radiodifusión
Duel fue concebido como un programa de reemplazo durante una huelga del Sindicato de Guionistas de Estados Unidos, que duró entre el 5 de noviembre de 2007 y el 12 de febrero de 2008.
El programa se estrenó en ABC en el 17 de diciembre de 2007 como un miniserie de seis episodios; los primeros cinco episodios fueron transmitidos de lunes a viernes durante esta semana. Los primeras dos episodios se emitieron durante 90 minutos. El episodio final del miniserie fue transmitido en el 23 de diciembre de 2007, cuando Ashlee Register fue declarado como la ganadora del torneo y recibió el premio mayor de $1.795.000; ella tiene el récord de la mayor cantidad de dinero ganado en un concurso americano por una mujer. La audiencia de la serie fue lo suficientemente buena para permitir a la red para ordenar 10 episodios más del programa, esta vez como una serie semanal.
En el 4 de abril de 2008, el programa retornó a ABC por una serie semanal de 10 episodios; la serie se emitió los viernes por la noche a las 9:00 p. m. entre esa fecha y el 2 de mayo de 2008. Antes del quinto episodio de la serie fue transmitido, la red anunció que el programa fue cancelado debido a la baja audiencia. En el 27 de junio de 2008, la serie retornó en el mismo horario para transmitir sus episodios restantes; el episodio final del programa fue transmitido el 25 de julio de 2008.

## Versiones internacionales
| País        | Título            | Presentador                                                        | Cadena   | Emisión   |
| ----------- | ----------------- | ------------------------------------------------------------------ | -------- | --------- |
| Francia     | Le Quatrième Duel | Tania Young (2008) Julien Courbet (2009–2012) Bruno Guillon (2013) | France 2 | 2008–2013 |
| Hungría     | Parbáj            | István Vágo                                                        | TV2      | 2009      |
| Portugal    | O Duelo Final     | Jorge Gabriel                                                      | RTP      | 2009      |
| Reino Unido | Duel              | Nick Hancock                                                       | ITV      | 2008      |